# أدريان ألبرت
أدريان ألبرت (بالإنجليزية: Adrienne Albert)‏ هي ملحنة ومغنية أمريكية، ولدت في 1941.

## وصلات خارجية
- أدريان ألبرت على موقع ميوزك برينز (الإنجليزية)
- أدريان ألبرت على موقع ديسكوغز (الإنجليزية)